# Mirza Hasanbegovic
Mirza Hasanbegovic, född 19 juli 2001, är en svensk-bosnisk fotbollsspelare som spelar för franska Prix-lès-Mézières.

## Karriär
Hasanbegovic spelade som ung för AFC Eskilstuna och AIK. I februari 2020 värvades han av bulgariska Lokomotiv Plovdiv. Hasanbegovic debuterade i Parva liga den 7 mars 2020 i en 1–1-match mot Vitosha Bistritsa, där han blev inbytt i den 82:a minuten mot Birsent Karagaren. Han spelade endast en match för klubben.
I september 2020 värvades Hasanbegovic av italienska Venezia. Han gjorde sju mål och två assist för primaveralaget under säsongen 2020/2021. I juni 2021 förlängde Hasanbegovic sitt kontrakt med två år. I augusti 2021 lånades han ut till slovenska Gorica på ett låneavtal över säsongen 2021/2022. I januari 2022 lånades Hasanbegovic ut till grekiska Kallithea.
Efter att varit klubblös ett halvårs skrev Hasanbegovic i januari 2023 på för slovenska Domžale. I januari 2024 flyttade han till Prix-lès-Mézières i franska femtedivisionen.